# María de mi corazón
María de mi corazón ist ein Film des mexikanischen Regisseurs Jaime Humberto Hermosillo, der sich den Genres Komödie und Drama zuordnen lässt. Er erzählt die Liebesgeschichte zwischen dem Dieb Hector und Maria, deren Hochzeit geplatzt ist und die deshalb zu Hector zurückkehrte. Aufgrund einer Verwechslung wird Maria jedoch in einer psychiatrischen Anstalt festgehalten, obwohl sie gesund ist, und nach einem hysterischen Anfall infolge eines Besuchs von Hector nicht mehr entlassen. Die Geschichte basiert auf einer Romanvorlage des Schriftstellers Gabriel García Márquez, der auch das Drehbuch schrieb. Die Hauptdarsteller waren Héctor Bonilla und María Rojo. Der Film wurde als Kritik an der mexikanischen Gesellschaft aufgefasst wie viele der Filme Hermosillos.

## Handlung
Der Dieb Hector kehrt von einem Einbruch nach Hause zurück und findet dort seine ehemalige Geliebte Maria schlafend vor. Sie wurde von ihrem Verlobten vor dem Brautaltar stehen gelassen und konnte deshalb nur zu Hector zurückkehren. Die beiden verlieben sich erneut ineinander und heiraten. Da Maria ein Talent für Zauberkunst hat, tritt sie mit Hector als ihrem Assistenten auf. Sie hat einen sorglosen Blick auf das Leben und kann ihren Mann mit ihrem Optimismus anstecken. Als eines Tages ihr Auto auf dem Weg zu einem Auftritt während einer regnerischen Nacht auf der Autobahn eine Panne hat, steigt sie in einen anhaltenden Bus ein. In ihm sitzen stille und missgelaunte Menschen. Als der Bus seinen Bestimmungsort erreicht hat, erkennt Maria, dass es sich um eine psychiatrische Anstalt handelt. Sie versucht zu telefonieren, aber die Schwestern halten sie ebenfalls für eine Patientin und so wird sie wie diese behandelt. Je mehr sie sich dagegen wehrt, desto verrückter wirkt sie auf die Schwestern. Als sie eines Nachts endlich Hector anrufen kann, hängt er einfach auf, weil er denkt, sie hätte ihn verlassen. Er besucht Marias Ex-Verlobten, der ihm von ihrem launischen Verhalten berichtet. Als ihn dann ein Mitarbeiter der Anstalt findet, ist Hector davon überzeugt, dass Maria tatsächlich psychisch krank ist. Er besucht sie, unternimmt jedoch keinen Versuch, sie aus der Anstalt zu holen, und als er wieder geht, reagiert Maria hysterisch. Damit endet der Film.

## Hintergrund
María de mo corazón wurde von Clasa Films Mundiales in Kooperation mit der Universidad Veracruzana produziert. Gedreht wurde der Film in Mexiko-Stadt und Puebla.

## Kritiken
Der Kritiker Tomás Pérez-Turrent schrieb über diesen Film: „[Hermosillo] once again (…) demonstrates his unique powers of observation of the [behavior], customs, myths and values of the Mexican middle class, caught in their everyday moods (…) at the same time, while appraising this seemingly banal everydayness, Hermosillo is also capable of penetrating beyond it on the fantastic, without any barrier to separate it from reality.“